# Mohamed Nedali

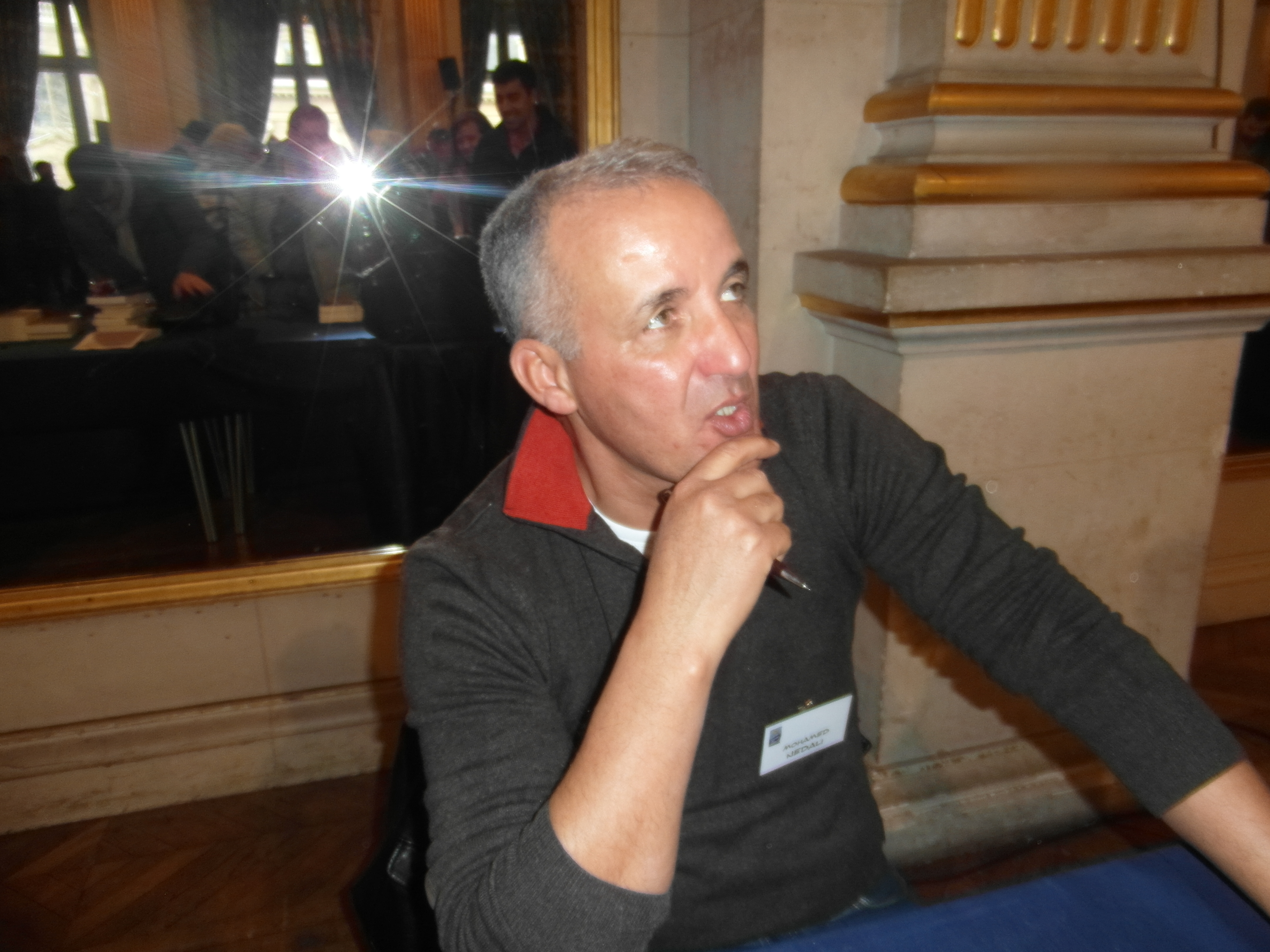

Mohamed Nedali (Tahannaout, región de Marrakech, 1962) Escritor marroquí. Tras cursar estudios universitarios en Francia, regresó a su país, donde ejerce de profesor de francés en secundaria. Se distingue de la literatura francófona marroquí tradicional por desarrollar un acercamiento a la realidad popular marroquí.

## Obras
Novelas
- Morceaux de choix: les amours d´un apprenti boucher, Casablanca, Le Fennec, 2003
- Grace a Jean de la Fontaine, Casablanca, Le Fennec, 2004
- Le bonheur des moineaux, Casablanca, Le fennec, 2008

## Premios
- Grand Prix Atlas 2005 de la Embajada de Francia

- Datos: Q3318746